# Palaestra rubripennis
Palaestra rubripennis is een keversoort uit de familie van oliekevers (Meloidae). De wetenschappelijke naam van de soort is voor het eerst geldig gepubliceerd in 1840 door Laporte de Castelnau.